# Érotomanie
Ne doit pas être confondu avec nymphomanie ou jalousie.

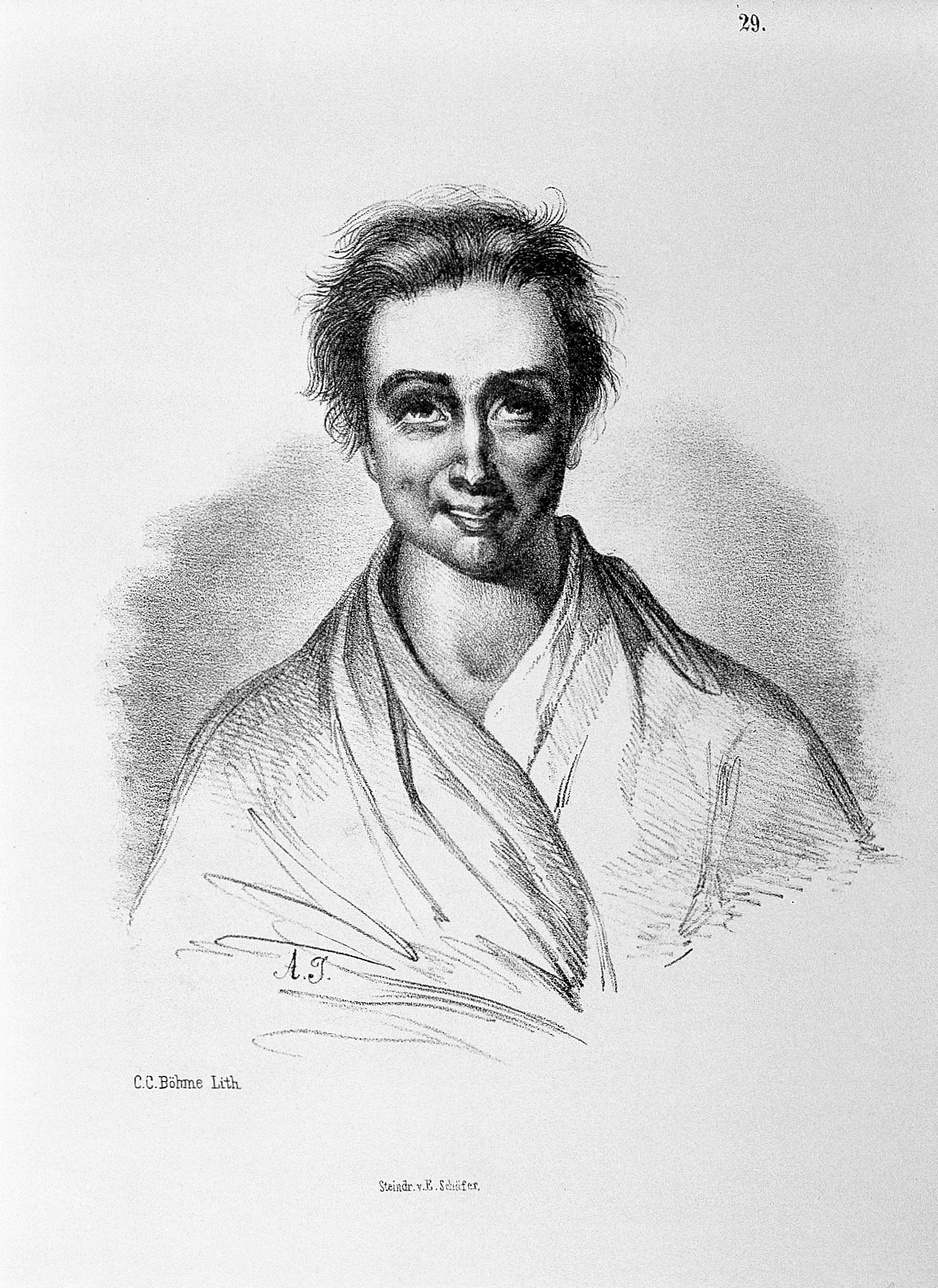
Portrait d'une érotomane de vingt-deux ans hospitalisée en 1843.

L’érotomanie ou syndrome de Clérambault, est la conviction délirante d'être aimé. Loin de l'obsession d'un amour non partagé, c'est une forme de psychose paranoïaque de la catégorie des délires passionnels, où la haine de l'autre est, par un renversement des positions subjectives, déguisée en « conviction illusoire d'être aimé ». De la même manière que dans le délire de persécution où l'individu est persuadé d'être l'objet de malveillances imaginaires, l'érotomane est persuadé d'être l'objet d'une bienveillance amoureuse, tout autant délirante, de la part d'autrui.
L'érotomane est persuadé d'être secrètement l'objet du désir de quelqu'un, mais il l'est par le biais d'une construction intellectuelle délirante qui vient étayer sa conviction initiale, typiquement de la télépathie, des gestes à la signification secrète connue de lui seul, des messages codés et diffusés dans les médias qu'il est seul à pouvoir déchiffrer ou simplement de regards que lui seul comprend. Il n'aime pas toujours cette personne, mais il est certain d'en être aimé. Il peut s'agir de quelqu'un de son entourage comme d'une personnalité en vue qui n'a pas même la connaissance de l'existence de l'érotomane, mais d'une personne qui incarne à ses yeux une position sociale supérieure, une infirmière, un facteur, un présentateur de télévision ou son conjoint, un homme ou une femme politique, etc.
Habituellement, le patient retourne à son « admirateur » l'affection qu'il lui suppose en lui écrivant, en lui téléphonant et en lui faisant des cadeaux. Même quand ses avances sont rejetées par leur destinataire, l'érotomane ne peut pas comprendre le refus qui lui est opposé. Il imagine ce refus comme un stratagème pour cacher au reste du monde leur « liaison » interdite. De là, le délire peut virer, ce qui n'arrive pas toujours, au harcèlement, puis dégénérer jusqu'à une forme de jalousie revendicatrice, voire au crime passionnel.

## Évolution de la nosographie
Le terme d'érotomanie est une invention savante du XVIIIe siècle pour désigner tant une lubricité pathologique qu'une mélancolie associées à une passion amoureuse excessive. La théorie aristotélicienne de la folie héritée, entre autres, d'Avicenne, associait en effet celle-ci à la mélancolie et à la notion platonicienne d'Hybris. Le néologisme classe alors ce qui est conçu comme un amour déraisonnable parmi les manies. C'est en ce sens de lubricité excessive qu'il faut lire le mot quand il figure dans des textes anciens.
Par la suite, le mot d'érotomanie, « paranoïa érotique » ou « illusions auto-érotiques », change profondément de sens au cours de plusieurs phases historiques :
- période classique au début du XVIIIe siècle : pathologie générale causée par un amour non réciproque ;
- du début du XVIIIe siècle au début du XIXe siècle : pratique d'un amour physique excessif, aujourd'hui on parlerait plutôt d'hypersexualité ;
- du début du XIXe siècle au début du XXe siècle : amour sans retour comme forme de maladie mentale ;
- du début du XXe siècle à maintenant : croyance délirante d'être aimé par quelqu'un d'autre.

Au début du XXe siècle, le psychiatre Gaëtan Gatian de Clérambault caractérise l'érotomanie par la forme de son délire, une conviction surgie dans une émotion intense et non l'élaboration paralogique typique de la paranoïa. Il la classe aux côtés de la jalousie délirante et des différentes variantes du délire de revendication, dans ce qui est depuis appelé délires passionnels, par opposition aux délires interprétatifs et aux délires sensitifs.
Si la nosographie américaine inclut également mais indistinctement l'érotomanie dans les paranoïas, elle les rebaptise schizophrénies paranoïdes.

## Histoire de la clinique

### Une maladie de mœurs en rupture avec le naturalisme aristotélicien (XIesiècle)
Ni Hippocrate ni Galien, pour lesquels toute maladie traduit un dysfonctionnement organique ou une dysharmonie entre le corps et la nature dans laquelle l'homme grec s'inscrit, n'évoquent de pathologie purement psychique et c'est Avicenne qui le premier, autour de l'an 1000, complète le corpus médical par le concept de « maladie d'amour », qui sera dès lors connue sous le terme mal transcrit de l'arabe d'« ilisci ».
À la fin du XIIIe siècle, revenant à l'association faite par Aristote entre folie et génie, le médecin valencien de l'université de Montpellier Arnaud de Villeneuve rapporte la tradition de qualifier, par jeu de mots entre ἔρως et ἥρως, la « maladie d'amour » d' « amour héroïque », c'est-à-dire de maladie aristocratique comme celles dont ont souffert Ajax et Héraclès. Il en décrit des symptômes, insomnie, anorexie, pleurs, pâleur, à l'origine d'une « alienatio ». Il la comprend comme une obsession née d'une altération du jugement et d'une construction imaginaire fondée sur la sensualité. Il la caractérise par la véhémence et reprend le traitement proposé par Avicenne.
À la suite d'Arnaud de Villeneuve, son contemporain Bernard de Gordon incrimine l'oisiveté de ces aristocrates malades d'amour, abondant dans le sens d'un traitement comportemental et moralisateur. C'est ce que plus d'un siècle plus tard fera à son tour, dans un esprit de pénitence, le médecin Michel Savonarole, fustigeant l'« amor nobilis » par lequel les aristocrates s'abaissent aux galanteries vulgaires.

### La «mélancolie érotique» conçue comme un amour excessif d'étiologie organique (XVIIesiècle)
C'est en reprenant la conception aristotélicienne de la folie comme une mélancolie, c'est-à-dire un excès d'« humeur noire », qu'au début du XVIIe siècle le médecin du duc de Chevreuse, Jacques Ferrand, définit la « maladie d'amour » comme une « mélancolie érotique ». Celle-ci relève, selon cet humaniste, non de la sorcellerie et de l'Inquisition mais de la médecine. Il propose à la place du bûcher un traitement comportemental en dix étapes allant de la distraction à la chasse et à la pêche jusqu'au libertinage et au mariage forcés en passant par les discours moralisateurs, voire l'alcoolisation.

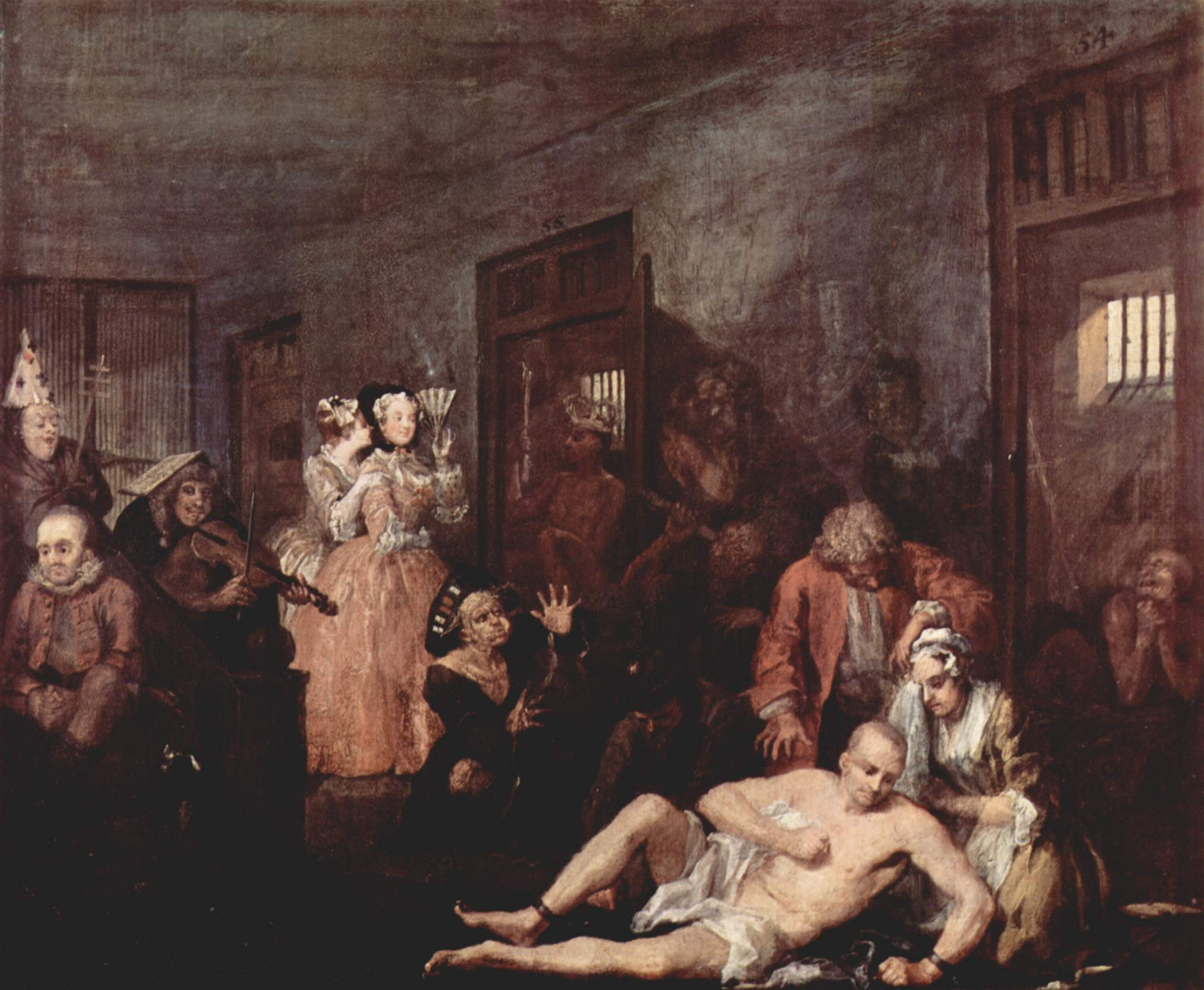
Une coquette à l'asile peinte vers 1736 par Hogarth.

Parallèlement, dès 1621, Robert Burton, reprenant la terminologie d'Arnaud de Villeneuve, fait lui aussi appel à l'étiologie aristotélicienne dans son chapitre sur l'« Heroical love » : « La partie affectée chez les hommes est le foie et [l'amour] est ainsi appelé héroïque parce que d'habitude ce sont les hommes galants, les gentilhommes et les esprits les plus généreux qui en sont pris. ». En 1622, le cas d'érotomanie décrit sous le nom de « Heros » au siècle précédent par Antonio Ponce de Santa Cruz (en), le « médecin des fous » de l'hospice de Valladolid que fréquentait Cervantès entre 1551 et 1555 et dont celui-ci, lui-même fils de chirurgien, s'est plus que librement inspiré pour plusieurs personnages du Don Quichote, est publié parmi d'autres sous le titre abusif de mélancolie.
Au milieu du XVIIIe siècle, l'érotomanie reste expliquée par une cause physiologique, non plus une maladie du foie mais une congestion utérine. Celle ci entraînerait une excitation sexuelle et, par contre-coup, une langueur mélancolique, la « fièvre érotique ».

### La révolution psychique (XIXesiècle)

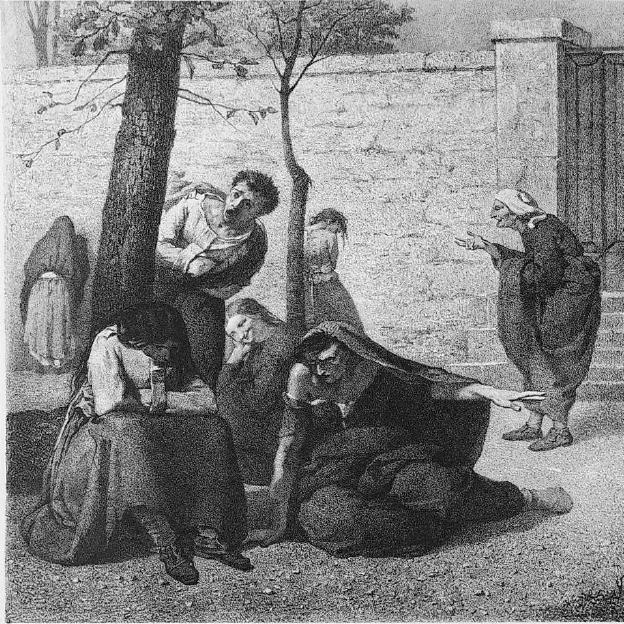
À droite, soulevant ses jupes, l'érotomane représentée vers 1905 parmi les patients du service du docteur Deherine, successeur de Charcot à la Salpêtrière.

La notion devient moins théorique dès 1815 quand Étienne Esquirol repère le caractère essentiel de l'érotomanie dans un délire, délire qui a pour objet un être aimé. Le caractère délirant se traduit par le fait que le patient n'est pas aimé en retour. Cette caractérisation de l'érotomanie par une formation intellectuelle et imaginaire que la réalité vient contredire, conduit le théoricien des monomanies à la distinguer définitivement des pathologies de la sensualité que sont la nymphomanie et le satyriasis.
Toutefois, la confusion avec l'excès de sensualité et avec l'hystérie perdurera chez nombre de praticiens tel Isaac Baker Brown, et, comme l'ovariectomie, voire l'hystérectomie, que dénonçait déjà Jean-Martin Charcot, l'excision restera aux États-Unis pratiquée comme un traitement de l'érotomanie jusque dans les années soixante.

### Le renversement de la clinique clérambaldienne (XXesiècle)
En 1911, Sigmund Freud théorise, à partir du cas du Président Schreber, l'érotomanie comme une déclinaison, aux côtés des autres formes de paranoïas, de la fixation du développement psychique au stade narcissique et du rejet (Verwerfung) de l'homosexualité propre à ce stade.
C'est toutefois au psychiatre Gaëtan Gatian de Clérambault qu'il appartient, au même moment, d'établir la clinique de l'érotomanie. Il bénéficie pour cela de l'observation du grand échantillon que lui offre la direction de l'Infirmerie spéciale des aliénés où la Préfecture de police de Paris conduit pour expertise tous les criminels et auteurs de voies de faits dont les motifs paraissent délirants. Il comprend en 1913 que le délire se développe à partir d'une idée initiale de même nature que celle qu'on observe dans les autres paranoïas, comme celle des revendicateurs, des inventeurs délirants ou des mégalomanes, une idée qui porte non sur l'objet du délire mais sur l'idée que le patient se forme de lui-même et son attribution subjective à un autre que lui-même. L'érotomane n'est pas perdu d'amour pour quelqu'un d'autre mais est convaincu d'être aimé. Il ne s'agit pas d'un excès qui dérive en délire à force d'être contredit par la réalité mais d'une formation délirante initiale.
Ce n'est qu'après la guerre, en 1921, que Clérambault décrit en détail l'érotomanie comme un délire systématisé se développant toujours en trois phases. Les querelles nosologiques avec Maurice Dide et Joseph Capgras, sur la prééminence dans l'érotomanie du délire passionnel ou de l'idéalisme passionné, sur la spécificité du délire d'interprétation, s'alimentent de la vanité des uns et des autres. L'analyse complète et les nuances apportées aux observations sont précisées dans une série d'articles rassemblés huit ans après le suicide du médecin légiste.
En 1932, Jacques Lacan consacre la deuxième partie de sa thèse de médecine à l'étude d'une érotomane. Le « cas Aimée », une femme érotomane du prince de Galles qui voyait en ce prétendant le sauveur légitime de la France face au bolchevisme et qui avait agressé au couteau une actrice de théâtre pour laquelle elle nourrissait une jalousie délirante, permet à l'interne de Clérambault de fonder la théorie des psychoses sur la « personnalité » et de révoquer les théories organicistes. Sa thèse autour de ce cas d'érotomanie marque l'autonomisation de la psychiatrie de la neurologie et signe la reconnaissance de la psychanalyse par la Faculté, du moins comme traitement possible de la psychose.

## Symptômes

### Postulat paranoïaque
Il ne faut pas confondre l'érotomanie et une personnalité histrionique. Dans cette dernière, les idées amoureuses s’étendent à tous les objets qui ont un rapport avec elles ; tandis que pour le délire érotomane, ces idées portent le caractère de la monomanie, c’est-à-dire qu’elles sont fixes et déterminées sur un seul objet à la fois.
L'érotomanie est l'une des formes que peut prendre le délire paranoïaque. Elle en possède les caractéristiques : les faits qui viennent contredire la conviction délirante initiale sont réinterprétés dans le sens de celle-ci en inventant autant de faits explicatifs que nécessaire, aussi peu plausibles soient-ils. « Le malade interprète des faits de façon erronée par exemple, « Le présentateur du journal télévisé a remis son nœud de cravate pendant qu'il parlait, c'est un signe qu'il m'adresse » — mais très élaborée et logique. » Il n'y a pas non plus de critique, c'est-à-dire que le patient a une certitude absolue en son délire, il est persuadé de la véracité de sa conviction.
Cette conviction dont le patient ne peut se défaire, est le point du diagnostic différentiel, en particulier de l'hystérie ainsi que, par son objet, des autres formes de paranoïas. Clérambault la nomme « postulat », soulignant par ce terme emprunté à la logique la parfaite rigueur de raisonnement dont fait preuve le patient atteint de « folie raisonnante ».
Il se peut qu'avec l'évolution, le délire s’élargisse et devienne plus généralisé.

### Érotomanie pure
L'érotomanie peut être isolée, sans autres symptômes que son délire issu du postulat. On parle alors d'érotomanie pure, ou primaire. Dans ce cas, l'illusion d'être aimé surgit d'emblée dans un moment de passion intense, le « coup de foudre ». Le délire est purement passionnel. Il se développe sans hallucinations, sinon peut-être lors du déclenchement de la maladie ou dans le cadre interprétatif et fixe du postulat.
Pour cette raison, le tableau clinique est alors très différent de celui d'une psychose hallucinatoire chronique et ressemble, comparativement, pour ainsi dire à une paranoïa bénigne, voire asymptomatique. L'érotomanie pure peut effectivement passer inaperçue tant qu'il n'y a pas de passage à l'acte. Toutefois, elle présente bien les symptômes de la personnalité paranoïaque telle qu'elle a été définie par son inventeur Marcel Montassut, mais de façon attenuée :
- le délire d'interprétation est inversé, c'est-à-dire qu'il se développe non dans le sens d'une persécution mais d'un idéalisme[A 3],[ψ 18] ;
- les idées de grandeur ne se développent pas jusqu'à la mégalomanie[A 4] mais se limitent à ce que Clérambault appelle « Orgueil sexuel », c'est-à-dire la conviction, plus ou moins élaborée et plus ou moins argumentée par des pseudo théories sur le désir, d'exercer une attirance sexuelle irrésistible ;
- le délire de persécution est à l'arrière-plan[A 5], c'est-à-dire qu'il se greffe sur une jalousie délirante[A 4] nourrie pour des rivaux ou des rivales possibles qui ne sont que des éléments accessoires dans l'histoire du patient[A 6], offrant ainsi pleinement la place au délire érotomaniaque lui-même.

L'érotomanie est une grave maladie mentale avec un trait de caractère durable. Ses symptômes peuvent flamboyer des années durant, et la plupart des cas décrits dans la littérature médicale sont ceux de toute une vie construite autour du délire, qui, dans le cas de l'érotomanie pure, se maintient sans évolution, mais qui le plus souvent, avant que les traitements neuroleptiques ne soient inventés, s'achevait dans la vésanie.

### Érotomanie mixte
L'érotomanie peut être associée à d'autres éléments délirants au cours d'une psychose paranoïaque chronique, voire d'une schizophrénie. Elle n'est dans ces cas qu'un thème qui vient nourrir le délire produit par une autre forme de psychose. On parle alors d'érotomanie secondaire.
Dans ces cas, l'illusion d'être aimé procède d'une construction intellectuelle élaborée au décours de la maladie en des termes plus ou moins stables. Il n'y a pas de coup de foudre et la personne prise pour objet du délire est souvent choisie non pas au cours d'une rencontre fortuite mais par des déductions délirantes, par exemple des calculs astrologiques, ou une hallucination auditive. L'aspect imaginaire domine le délire. Souvent, plusieurs personnes font successivement l'objet du délire. Dans le cas d'érotomanie secondaire, l'érotomane est rarement érotomane de la même personne tout le temps. On observe des hallucinations.
Dans un échantillon d'érotomanes poursuivies pour harcèlement, une sur quatre présente une érotomanie pure, 75 % une érotomanie mixte. Dans une autre étude sur un échantillon de 49 cas, la proportion s'inverse, et les érotomanies mixtes ne sont plus que 19 %.

## Clinique

### Forme typique: espoir, dépit, rancune
Dans cette forme classique, l'érotomanie est un état passionnel qui se rencontre le plus souvent chez une femme ou jeune femme célibataire. L’objet de l'érotomane est généralement un homme dont le statut social est plus élevé : une personne dont le métier montre une certaine sollicitude, professeur, avocat ou médecin, un personnage public souvent vu, acteur, homme de spectacle, artiste, écrivain, politique, présentateur de télévision, parfois un prêtre, voire le pape ou un chef d'État.
La maladie se déroule à partir d'une conviction en trois phases, qui constituent le délire.
- Postulat : l'érotomane est d'abord persuadé que c'est l'autre[3] « qui l'aime en secret », que c'est l'autre qui, le premier[18], fait des avances, mais qu'il n'ose pas ou ne peut pas se déclarer ou encore qu'il fait tout pour dissimuler son amour.
- Phase d'espoir : la plus longue, où le malade espère que l'être aimé va se déclarer ouvertement. Le patient fait preuve d'optimisme. Il reste dans cette phase tant que son espoir n'est pas déçu[25], ce qui peut durer toute une vie, par exemple si l'érotomane est marié à l'objet de son délire.
- Phase de dépit : la personne malade tombe le plus souvent dans la dépression, elle s'isole ; elle peut devenir agressive ou suicidaire.
- Phase de rancune : l'agressivité se tourne vers la personne aimée et peut mener au meurtre. Pour le malade, « il est naturel de détruire l'objet de son amour puisqu'il l'a déjà détruit. »

### Initiative attribuée
L'érotomanie s'inscrit dans une temporalité. Le postulat est non seulement la conviction d'être aimé mais aussi celle de l'avoir été en premier avant même d'y avoir répondu : pour l'érotomane, même quand il est amoureux de l'autre, c'est cet autre qui a initié la relation amoureuse. Ce point, qui n'est pas toujours facile d'éclaircir, permet de faire le diagnostic différentiel avec une hystérie qui se manifeste par du harcèlement ou une paranoïa qui se traduit par des idées de persécution : toute thématique amoureuse dans la paranoïa ne signe pas l'érotomanie.

### Platonisme ou folie de l'amour chaste
Le choix comme objet du délire, à un certain moment de la maladie, d'une personne jouissant d'une certaine reconnaissance sociale permet au patient de tenir cet objet à distance, dans une position où l'amour ne se concrétise pas, mais au contraire où cet amour se maintient par l'imagination dans une forme délirante, voire silencieuse. Ce que désire en premier l'érotomane, c'est la « non-réalisation sexuelle ». Comme pour tout « psychotique, une relation amoureuse est possible qui l'abolit comme sujet […] Mais cet amour est aussi un amour mort. ».
Ce platonisme permet à l'érotomane, dans sa logique délirante, de donner plus de force à sa prétention d'être aimé. L'affirmation d'être aimé d'un personnage haut placé lui paraîtra en effet d'autant moins contestable que la reconnaissance sociale dont celui-ci jouit donne plus de force à son opinion. Parallèlement, les obligations corollaires de cette reconnaissance sociale permettent au patient d'expliquer les obstacles dressés par la société contre l'amour qu'il revendique.
Le platonisme de l'érotomane ou « folie de l'amour chaste » n'est pas nécessairement exempt d'autoérotisme ni de sensations voluptueuses proches des phénomènes schizophréniques. Au contraire l'autoérotisme (masturbation) y est une façon d'éviter la sexualité, ce qui fait dire à Benjamin Ball, sans doute avec l'exagération propre à un chef de service confronté aux problèmes de promiscuité, que « le mot érotomanie est synonyme de masturbation ».

### Variations contextuelles
Les symptômes peuvent s'analyser non seulement selon la pathologie sous-jacente mais aussi selon le contexte.
- L'incidence de l'érotomanie n'est pas connue, car il s'agirait d'une affection plutôt rare, pas toujours reconnue comme un syndrome distinct, et le plus souvent classée dans la catégorie plus large[27] des troubles délirants (delusional disorders), délires chroniques ou délires paranoïaques dans la littérature francophone. La prévalence de ces troubles délirants est estimée entre 0,025 et 0,03 %. Leur incidence annuelle est de 1 à 3 nouveaux cas pour 100 000 habitants[28] jusqu'à 15 pour 100 000[29].
- Le nombre de cas d'érotomanie publiés dans la littérature scientifique mondiale est inférieur à 100 (en 1980). Des cas typiques ont été décrits au cours de procès, ou de comptes-rendus journalistiques[27].
- L'érotomanie ne se cantonne pas à une culture, une société, un continent, âge, sexe, race, statut social ou économique[27].

- Habituellement hétérosexuelle, quoique la question sexuelle reste secondaire et que le rejet (Verwerfung) de l'homosexualité est fondamental, l'érotomanie peut-être également homosexuelle.
- Classiquement, et dans les séries psychiatriques, l'érotomanie est majoritairement féminine[21], avec une légère prépondérance[28] ou dans un rapport de 3/1[29]. Dans les cas médico-légaux (passages à l'acte agressif traités par la Justice), la majorité des érotomanes sont des hommes[21].
- S'il est classiquement célibataire, le sujet atteint peut, plus rarement, vivre en couple, et même trouver son équilibre dans le mariage avec l'objet de son délire.
- L'érotomanie peut être mystique[30],[31]. Par exemple, le patient est convaincu d'être aimé de Dieu en personne par élection, à l'instar du Président Schreber mais d'une façon moins patente[31]. Souvent nourrie par le catéchisme, la prière, le mysticisme et parfois la vie monastique à l'insu des instances ecclésiastiques, cette conviction illustre un tableau clinique proche du délire de relation des sensitifs.

## Étiologie
De nombreux auteurs proposent différentes théories sur les causes et facteurs de l'érotomanie, aucune ne parait satisfaisante ou suffisante pour faire unanimité, ce qui expliquerait en partie la difficulté du traitement.

### Comorbidité et singularité
L'érotomanie ne préserve pas d'autres pathologies : un cas d'érotomanie apparu quatre ans après une rupture d’anévrisme cérébral (artère basilaire) avec saignement sous-arachnoïdien a été décrit. Elle peut s'associer avec d'autres troubles psychiatriques : trouble bipolaire, schizophrénie, démence, alcoolisme... De tels cas interrogent l'univocité de l'étiologie, plus encore dans les cas d'érotomanie mixte.
Dans tous les cas, l'érotomanie s'analyse dans la singularité du sujet et de l'histoire personnelle du patient.

### Déficit d'adaptation
Des auteurs ont mis l'accent sur la carence affective durant l'enfance, avec dépression, solitude, perte ou séparation. D'autres sur une blessure narcissique avec perte de l'estime de soi (se sentir non aimé ou non aimable). Enfin, des facteurs environnementaux, psycho-physiologiques ou pharmacologiques pourraient être des facteurs déclenchant de survenue d'une érotomanie chez une personne prédisposée. L'influence des médias (télévision, livres...) jouerait un rôle, développant un « syndrome de Cendrillon » chez un Prince Charmant.

### Rejet de l'homosexualité primaire «Ce n'est pas moi qui l'aime, c'est lui qui m'aime.»
L'évitement de la sexualité et du corps concret de l'autre propre au platonisme érotomaniaque conduit Sigmund Freud, dans sa célèbre grammaire de la paranoïa, à donner pour étiologie une fixation précoce au « stade du narcissisme » et à redéfinir l'érotomanie comme une des formes possibles, aux côtés des autres formes de paranoïa, de la négation de l'homosexualité. L'érotomane, ne disposant pas du mécanisme pour refouler son homosexualité, « rejette » celle-ci sur l'autre (« Verwerfung »), si bien que pour lui la négation de « je l'aime », au sens homosexuel de « j'aime mon identique », se traduit par un double déplacement de l'objet et de sujet. Dans le cas d'une érotomanie masculine, la négation de l'objet « ce n'est pas lui que j'aime » se traduit par « c'est elle que j'aime ». La négation du sujet dans cette dernière phrase, « c'est elle que j'aime », se traduit par « c'est elle qui m'aime », ce qui est le postulat.

### Déclenchements des passages à l'acte par autopunition
L'étiologie de l'érotomanie est l'objet de la thèse de doctorat de l'ex interne de Clérambault, Jacques Lacan.
Celui-ci souligne que l'objet aimé platoniquement, dépourvu de corps concret, est réduit à son rôle de signifiant pur, c'est-à-dire qu'il ne sert pas à désigner une personne mais seulement au déploiement de la logique du délire. À cause de cette absence concrète au monde de son objet, la maladie peut rester silencieuse durant des années : « Là où la parole est absente, là est l'Éros du psychosé ». Ce n'est que tardivement, par la recherche d'une délivrance de son délire involué, que l'érotomane adresse des mots à son objet et par « auto punition » qu'il ou elle passe à l'acte. C'est soi-même que frappent ses outrages et attentats.

## Traitement

### Principes de base
L'érotomanie est une maladie rare. Elle est très longue et délicate à traiter. Une fois que le patient a été reçu en consultation psychiatrique, et en fonction du degré de son trouble, le traitement peut aller des mesures les plus légères (consultations régulières) aux plus lourdes : hospitalisation sous contrainte, avec sortie progressive très encadrée sous traitement psychotrope. Pour soigner le patient, celui-ci devrait accepter d’abandonner son idée de départ. Or, pour lui, la frontière entre conviction et délire est très mince. L’amour fantasmé représente pour lui comme un mécanisme de survie, dont l'arrêt entraîne la mort psychique, un effondrement psychique majeur et définitif, ou la mort physique, un suicide. Le rôle du thérapeute est donc de se contenter d'accompagner au mieux le développement du délire puis le deuil qui le conclut, soit que l'objet de l'érotomanie finisse lui-même par décéder, soit que le patient entre définitivement dans la phase de dépit.

### Prise en charge et objectifs thérapeutiques
La prise en charge de l'érotomanie est celle des troubles délirants persistants. Elle comporte deux volets, pharmacologique et psychothérapeutique.
Les objectifs du traitement sont la diminution de l'intensité du délire, de l'adhésion du patient à ses idées, l'amélioration du fonctionnement psychique global, et de l'intégration sociale du patient. Il faut aussi prévenir et évaluer le risque de passage à l'acte auto- ou hétéro-agressif (tendance suicidaire à la phase de dépit, ou contre la personne objet du délire à la phase de rancune).

#### Traitement médicamenteux
En première intention, on propose un neuroleptique de seconde génération (antipsychotique atypique) après un bilan préthérapeutique (recherche de contre-indications) et selon une surveillance de l'efficacité et de la tolérance (effets secondaires). Les molécules les plus utilisées sont la rispéridone, la trifluopérazine, et le pimozide à dose minimale.
En cas d'épisode dépressif caractérisé, l'association à un traitement par antidépresseur peut être nécessaire. Celui-ci doit être appliqué avec précaution pour ne pas induire une réactivation du délire ou un passage à l'acte. Cette prescription est réservée au psychiatre. Dans quelques cas de dépression résistante, on a recours à l'électroconvulsivothérapie.
Les médicaments ont peu d'effets sur le délire érotomaniaque, mais ils permettent d'éviter les comportements dangereux, et par là favoriser l'intégration sociale.

#### Psychothérapie
Le travail psychothérapique vise à établir une relation de confiance entre le thérapeute et le patient, afin de l'accompagner au mieux pour vivre avec son délire. La psychothérapie de soutien semble avoir de meilleurs résultats que les psychothérapies structurées (analytiques ou cognitives) et qui, de ce fait ont peu d'indications dans l'érotomanie. Le cas échéant, une thérapie familiale ou l'aménagement de l'environnement social pourraient avoir un rôle complémentaire bénéfique.
Jacques Lacan, qui a été le premier à utiliser cette méthode à l'hôpital pour un cas d'érotomanie, a ainsi cherché modestement à opérer un déplacement a minima vers une activité qui met en jeu le mécanisme de langage à l'œuvre dans le délire. Il y a eu un succès certain, que ce soit dans le cas de Marguerite Anzieu, avec l'écriture, ou celui de Dora Maar, avec la peinture. L'art-thérapie est ici accessoire.
D'autres méthodes sont les thérapies comportementales ou cognitives. Elles visent à donner une compétence psychologique au patient pour lui permettre de mettre à distance ses idées délirantes.
Il n'est pas rare que le patient développe une érotomanie pendant le traitement, vis-à-vis du thérapeute.
L'hospitalisation peut être nécessaire, soit pour faire un premier bilan, ou en cas de délire exacerbé avec troubles du comportement (risque de passage à l'acte). Dans ce dernier cas, on a le plus souvent recours à l'hospitalisation sans consentement.

## Exemples historiques

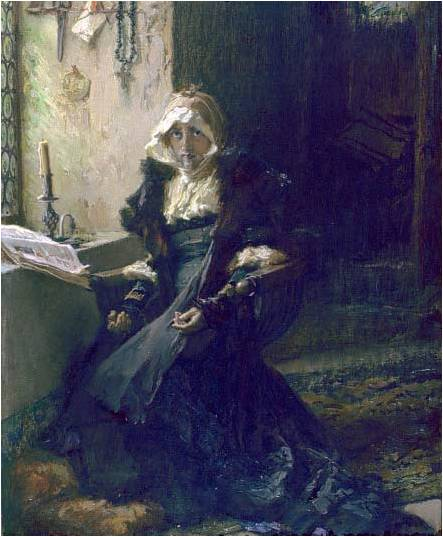
Portrait imaginaire de Jeanne la Folle, reine de Castille dont la jalousie a été décrite comme un amour délirant pour son mari, et l'effondrement psychique comme une suite de la mort de celui-ci.

- Antoine Berthet, prototype de Julien Sorel dans Le Rouge et le Noir, a expliqué au cours de son procès sa tentative d'assassinat dirigée contre celle qui deviendra Madame de Rénal sous la plume de Stendhal par une jalousie pathologique qui a tourné en délire de persécution, évolution typique de l'érotomanie, mais les jurés n'ont retenu de la plaidoirie que l'ambition mégalomaniaque[37] d'un jeune homme jugé suffisamment subversif pour être guillotiné.
- Adèle Hugo.
- Lydia, érotomane d'Eugenio d'Ors qui a joué un rôle déterminant dans la formation de Salvador Dalí.
- Marguerite Anzieu, cas d'école etudié dans sa thèse de médecine intitulée De la psychose paranoïaque dans ses rapports avec la personnalité soutenue en 1932 et qui a permis à Jacques Lacan d'éliminer les étiologies organicistes.
- Dora Maar, patiente de Jacques Lacan.
- La tentative de meurtre de Ronald Reagan par John Warnock Hinckley Jr. pour impressionner Jodie Foster.
- Margaret Mary Ray a harcelé le présentateur télévisuel David Letterman et l'ancien astronaute Story Musgrave.
- Rebecca Schaeffer a été harcelée et assassinée le 18 juillet 1989 par Robert John Bardo (en), présenté par un médecin comme érotomane[38].
- Alec Baldwin a été harcelé par une actrice canadienne, Geneviève Sabourin[39].

## La figure de l'érotomane dans l'art
Les représentations artistiques de l'érotomane servent les œuvres pour lesquelles elles ont été scénarisées et ne sont pas des tableaux cliniques à partir desquels il soit possible de se former une idée exacte de la pathologie.

### Littérature

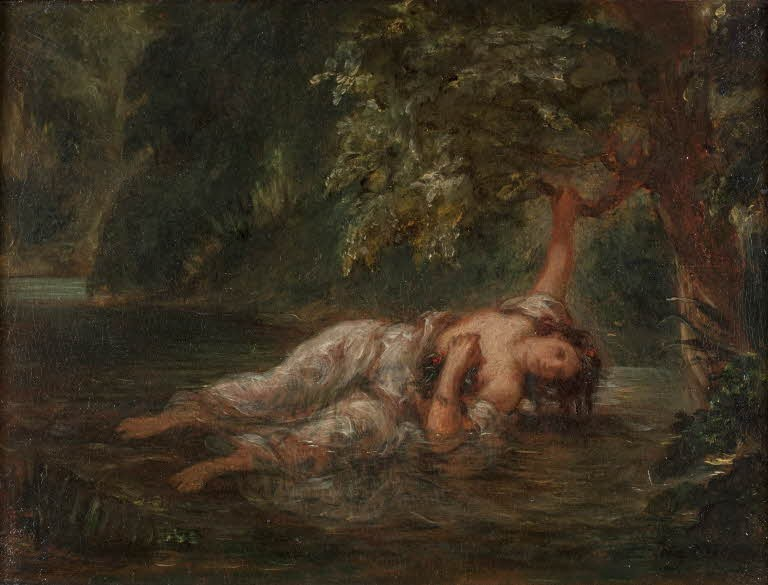
Ophélie, ici peinte mourant dans une transe sexuelle par Delacroix, figurerait les préjugés élisabéthains quant à l'érotomanie vue comme une folie propre aux excès féminins par opposition à la mélancolie caractéristique du génie malheureux masculin incarné par Hamlet.

- G. Simenon, Monsieur Lundi, in Paris-Soir, no 52 « supplément Dimanche », Paris, 20 décembre 1936, réed. in Les Nouvelles Enquêtes de Maigret, Gallimard, Paris, 1944.

La bonne d'un médecin est assassinée par erreur par une femme érotomane de celui-ci.
- Marcel Proust, dans Du côté de chez Swann, 3e partie « Noms de pays : le nom », le Narrateur évoque ses espoirs concernant Gilberte. Ils correspondent à la définition de l'érotomanie[41] : Mais déjà le charme dont, par son simple fonctionnement, se remplissait mon esprit dès qu’il songeait à elle, la position particulière, unique — fût-elle affligeante — où me plaçait inévitablement, par rapport à Gilberte, la contrainte interne d’un pli mental, avaient commencé à ajouter, même à cette marque d’indifférence, quelque chose de romanesque, et au milieu de mes larmes se formait un sourire qui n’était que l’ébauche timide d’un baiser. Et quand vint l’heure du courrier, je me dis ce soir-là comme tous les autres : « Je vais recevoir une lettre de Gilberte, elle va me dire enfin qu’elle n’a jamais cessé de m’aimer, et m’expliquera la raison mystérieuse pour laquelle elle a été forcée de me le cacher jusqu’ici, de faire semblant de pouvoir être heureuse sans me voir, la raison pour laquelle elle a pris l’apparence de la Gilberte simple camarade. ».
- P. Finaly, Tropique du valium, Julliard, Paris, 1978.

Récit autobiographique de l'amour fou d'une harceleuse, plus amoureuse éconduite qu'érotomane d'André S. Labarthe.
- I. Mac Ewan, Délires d'amour, Jonathan Cape, Londres, 1997, trad. S. Mayoux, Délire d'amour, Gallimard, Paris, 1999.

Contient un appendice sur le syndrome de Clérambault (trad. de la British Review of Psychiatry) ainsi qu'une importante bibliographie.
- Franck Thilliez, La Forêt des ombres, éd. du Passage, 2007.

David, le personnage principal de ce roman policier, est poursuivi par une érotomane, du début jusqu'à la fin.
- F. Noiville, L'Illusion délirante d'être aimé, Stock, Paris, 2015  (ISBN 9782234073401).
- O. Polk, La démesure du désir, XO éditions, Paris, 2022  (ISBN 9782374484914).

### Cinéma
- Un frisson dans la nuit, Play Misty for me, États-Unis, 1971, de et avec Clint Eastwood.
- L'Histoire d'Adèle H., France, 1975, de François Truffaut, avec Isabelle Adjani.
- Liaison fatale, Fatal Attraction, États-Unis, 1988, de Adrian Lyne, avec Glenn Close et Michael Douglas.
- Anjaam, Inde, 1994, de Rahul Rawail, avec Shahrukh Khan, Madhuri Dixit et Deepak Tijori
- À la folie... pas du tout, France, 2002, de Lætitia Colombani, avec Audrey Tautou, Samuel Le Bihan et Isabelle Carré.
- Délires d'amour, États-Unis, 2004, de Roger Michell avec Daniel Craig et Rhys Ifans.
- Anna M., France, 2007, de Michel Spinosa, avec Isabelle Carré et Gilbert Melki. Regards sur l'érotomanie
- Obsessed, États-Unis, 2009, de Steve Shill, avec Beyoncé Knowles, Idris Elba, Ali Larter.
- Caprice, France, 2015, de et avec Emmanuel Mouret, avec Anaïs Demoustier dans le rôle d'une érotomane suicidaire.

### Séries télévisées
- Maigret chez le docteur, France 2, Paris, 2004[R 1].
- Nip/Tuck, 2006, saison 4, épisode 6. (Une femme érotomane de son chirurgien plasticien menace de le dénoncer à l'épouse rivale)[R 2].
- Profilage, 2010, saison 2, épisode 11. (L'érotomanie d'une femme harcelant un prêtre puis son médecin finit par se retourner contre elle-même.)
- Sœur Thérèse.com, 2009, saison 7, épisode 4 « Crime d'amour ». (Une jeune femme érotomane commet le meurtre à l'origine de l'intrigue de l'épisode.)
- Esprits criminels, saison 3, épisode 18.
- Esprits criminels, saison 8, épisode 9.
- Cherif, saison 3, épisodes 9 et 10.
- Orange is The New Black , saisons 1 à 7. (Le personnage de Lorna, "La Loca" Morello-Muccio.)
- Demain nous appartient, 2017, saison 1, épisodes 76 à 95 (Le personnage de Tiphaine Valski)[42]
- Hippocrate, saison 2, épisodes 5 et 6.
- La Flamme, saisons 1 et 2, le personnage d'Alexandra (Leïla Bekhti) harcelant le personnage principal Marc (Jonathan Cohen) tout au long de la série.
- Cerebrum, saison 1 (2019) de cette série dramatique canadienne, avec le personnage d'Esther Delorme interprété par Linda Sorgini.

### Musique
- Le titre Erotomania sur l'album Awake sorti en 1994, de Dream Theater.

### Définitions dans des encyclopédies ou des manuels
- D. Sennert, « Amor insanus », in D. Sennert, Opera omnia, t. II, p. 338-391, Bratislava, 1650.
- L. Jaucourt et A. d'Aumont, « Erotique, adj. (Medecine.) », in D. Diderot, Encyclopédie, t. V, p. 909-910, Paris, 1751.
- E. Esquirol, « Érotomanie », in dir. L. F. Renaudin, Dictionnaire des sciences médicales, t. XIII, p. 186-192, C. L. F. Panckoucke, Paris, 1815.
- R. von Krafft-Ebing, trad. É. Laurent, « Paranoïa érotique (Érotomanie) », in Traité clinique de psychiatrie, 1897 (ex 5e édition allemande).
- S. Bunke « Erotomanie », in dir B. von Jagow & F. Steger (de), Literatur und Medizin im europäischen Kontext. Ein Lexikon., Vandenhoeck & Ruprecht, Göttingen, 2005  (ISBN 3-525-21018-3).

### Les aliénistes
- E. Esquirol, Des maladies mentales considérées sous les rapports médical, hygiénique et médico-légal., t. II, p. 32-49 « Monomanie érotique », Baillière, Paris, 1838.
- P. Moreau de Tours, Des aberrations du sens génésique, Asselin, Paris, 1883, 3e éd.
- B. Ball, La Folie érotique, I « L’Érotomanie ou la folie de l’amour chaste », Baillière, Paris, 1888.
- A. Cullerre, Les Frontières de la folie, ch. VI « Érotomanes », Baillière, Paris, 1888.
- A. Portemer, De l'érotomanie au point de vue médicolégal - Thèse, Faculté de médecine, Paris, 1902, rééd. Rousset, Paris, 1902, 181 p.
- É. Laurent, Fétichistes et érotomanes, Vigot, Paris, 1905.
- G. Gatian de Clérambault, Psychoses passionnelles, in J. Fretet, Œuvre psychiatrique réuni et publié sous les auspices du Comité des élèves et des amis de Clérambault, IV, p. 309-451, Théraplix, Paris, 1942, réed. Frénésie Éditions, Paris, 1987  (ISBN 2-906225-07-X).
  - G. Gatian de Clérambault, « Les délires passionnels. Érotomanie, Revendication, Jalousie. », in Bulletin de la Société clinique de médecine mentale, Paris, février 1921.
  - G. Gatian de Clérambault, « Érotomanie pure. Érotomanie associée. », in Bulletin de la Société clinique de médecine mentale, Paris, juillet 1921.
  - G. Gatian de Clérambault et Lamache, « Érotomanie pure persistant depuis 37 années », in Bulletin de la Société clinique de médecine mentale, Paris, juin 1923.
- J. Capgras, « Quelques variétés d'érotomanie », in Bulletin de la Société clinique de médecine mentale, p. 148-156, Paris, février 1923.
- M. Hacquard, Études sur les psychoses érotomaniaques. - Thèse, Faculté de médecine de l'Université de Nancy, Nancy, 1925, rééd. Société d'Impressions Typographiques, Nancy, 1925.
- J. Lacan, De la psychose paranoïaque dans ses rapports avec la personnalité, Le François éd., Paris, octobre 1932, rééd. collection Points Sciences humaines, Seuil, Paris, 1975  (ISBN 2-02-005510-4).
- J. Fretet, Les causes affectives de l'érotomanie principalement chez l'homme. - Thèse, Alcan, Paris, 1937, 127 p.
- D. Lagache, « Érotomanie et jalousie », in Journal de psychologie normale et pathologique, p. 127-159, Paris, 1938.

### Les psychanalystes
- J. Kestemberg, « À propos de la relation érotomaniaque », in Revue française de psychanalyse, vol. XXVI, no 5, pp. 533–604, Paris, 1962.
- F. Perrier, « De l'érotomanie. », in G. Rosolato, P. Aulagnier, J. Clavreul, F. Perrier, & J. P. Valabrega, Le Désir et la perversion, p. 129-162, collect° Le Champ freudien, Seuil, Paris, 1967  (ISBN 2-02-002753-4),
rééd. Collect° Points Sciences humaines, Seuil, Paris, 1981, 1989, 1995, 1999, 2002, 2007,  (ISBN 9782020057738).
- C. Soler, « Structure et fonction des phénomènes érotomaniaques de la psychose », in Coll., Clinique différentielle des psychoses, p. 245-257, Navarin, Paris, 1988.
- B. Dalle, Y. Edel & A. Fernandez, Bien que mon amour soit fou, Les Empêcheurs de penser en rond, 1997.

Les auteurs, devant l'échec habituel des traitements classiques, proposent une thérapie reposant sur une relation plurielle et non plus duelle.
- B. Dalle, « Érotomanie », in Nervure, journal de psychiatrie., no 9, Maximed, Paris, janvier 1997.
- Coll., Des érotomanes, Penser/rêver, no 5, Mercure de France, Paris, avril 2004  (ISSN 1633-0552).

Recueil de textes entre autres de Paul-Laurent Assoun, Philippe Forest, Jean et Claire Paulhan, Philippe Comar, Jackie Pigeaud, Christian David, Patrick Kéchichian, Michel Gribinski, Jean-Bertrand Pontalis.

### Les non psychanalystes
- J. Delay & P. Deniker, « L'illusion des métamorphoses de l'objet dans l'érotomanie. », in Annales médico-psychologiques, t. II, p. 248 & 251, Paris, 1952.
- R. Lafon, P. Passouant, J. Minvielle & H. Maurel, « Erotomanie atypique avec euphorie et surexcitation. Sclérose en plaques consécutive : aspect radiologique d'atrophie préfrontale. », in Comptes rendus du 52e congrès des médecins aliénistes et neurologistes de France et des pays de langue française., p. 339-343, Liège, 19-26 juillet 1954,

cote N 229255-52-1, Bibliothèque interuniversitaire de l'université Paul-Valéry, Montpellier.
- Coll., « Dossier Erotomanie I », in Nervure, journal de psychiatrie, no 4, Maximed, Paris, 1988.
- Coll., « Dossier Erotomanie II », in Nervure, journal de psychiatrie, no 5, Maximed, Paris, 1988.
- P. Sizaret, Une érotomane épistolaire : étude clinique., CHU de Tours, Tours, 1999  (ISBN 2-86906-128-5),

cote 8 T SUP 33218, Bibliothèque Sainte-Geneviève, Paris.

### Thèses universitaires

#### Mémoires de psychiatrie
- B. Brard, Contribution à l'étude de l'érotomanie , Faculté de médecine de Paris V Sainte Anne, Paris, 1978.
- E. Kahn, Érotomanie : approche historique et clinique., Faculté de médecine de Paris V Sainte-Anne, Paris, 1986.
- M. Likwornik, La place de l'érotomanie dans le diagnostic différentiel des psychoses, Faculté de médecine de Paris V Sainte Anne, Paris, 1991.
- A. Farcas Henriques, L'Érotomanie chez l'homme., Faculté de médecine de Paris VII Bichat, Paris, 2002.
- E. During, Deux cas d'érotomanie masculine ., Faculté de médecine de Paris VII IPPP, Paris, 2008.
- G. Mougin, Aimer au lieu de l'être : variations phénoménologiques autour d'un cas d'érotomanie., Faculté de médecine de l'université d'Aix-Marseille, Marseille, 2014.

#### Thèses de diplôme d'État de médecine
- G. Ferdière, L'érotomanie, illusion délirante d'être aimé., Faculté de médecine, Paris, 1937, réed. Doin, Paris, 1937.
- J. Naudy, L'érotomanie préschizophrénique, Faculté de médecine de l'université de Bordeaux, Bordeaux, 1960.
- R. F. Adam, A propos d'un cas d'érotomanie, université Louis-Pasteur, Strasbourg, 1972.
- P. Benoist, Réflexion sur la relation érotomaniaque, Faculté de médecine, Paris, 1975.
- F. Frey, Suicide d'un chanteur et deuil érotomaniaque., université Louis-Pasteur, Strasbourg, 1976.
- J. Pierre-André, Erotomanie et psychose aiguë : réflexions à propos d'un cas., Université Louis-Pasteur, Strasbourg, 1979.
- N. Durlin, Alternance thématique (érotomanie-persécution) dans une psychose chronique systématisée, Université François-Rabelais, Tours, 1982.
- G. Breillat, D'une érotomanie : évolution sur dix ans., Faculté de médecine de Paris VII, Paris, 1983.
- J. Kibinza, Érotomanie et fétichisme : essai d'approche d'un phénomène socio-culturel au Congo., Faculté de médecine de Villejean, Rennes, 1985.
- D. Fayaud, Réévaluation clinique et critique de l'érotomanie : à propos de quatorze observations, université Joseph-Fourier, Grenoble, 1985.
- J.-P. Versaveau, A propos de l'évolution d'un cas de conduite passionnelle : étude sémiologique, diagnostique, évaluation thérapeutique, Faculté de médecine de Paris VI Saint Antoine, Paris, 1986.
- C. Brohan Leprêtre, Contribution à l'étude e l'érotomanie, Faculté de médecine et de pharmacie de l'Université Jules Verne, Amiens, 1986.
- H. Théréné, Réflexions à propos d'un type de délire passionnel : l'érotomanie. Faculté de médecine de Bretagne occidentale Morvan, Brest, 1987.
- D. Drauge Bourgeois, Le syndrome érotomaniaque chez la femme : à propos de 10 cas., Université François-Rabelais, Tours, 1988.
- I. Debrus, Les certificats de Clérambault: 1905-1934 - Contribution à l'étude du concept d'érotomanie, Faculté de médecine de Paris VII Bichat, Paris, 1988.
- V. Moreau Chebat, Limites de l'érotomanie : à propos de deux observations., Faculté de médecine de Paris V Sainte Anne, Paris, 1988.
- C. Dejean Blanleuil, Réflexions sur l'érotomanie : à propos d'un cas clinique., Faculté de médecine de Paris VI Broussais, Paris, 1989.
- G. Southwell, L'Érotomanie, de Clérambault à Lacan : contribution à l'étude de l'érotomanie à travers un cas évoluant depuis 15 ans, Faculté de médecine de l'université Claude-Bernard, Lyon, 1989.
- M. Likwornik, Erotomanie : approche historique et clinique à propos d'un cas., Faculté de médecine de Paris-VI Broussais Hôtel-Dieu, Paris, 1989.
- A. Veysseyre, Contribution à l'étude de l'érotomanie : à propos de l'illusion délirante d'être aimé et de la foi mystique., Faculté de médecine de l'hôtel-Dieu, Nantes, 1990.
- P. Loriot, L'érotomanie : réflexions de 3 observations., Faculté de médecine de l'Université Claude-Bernard, Lyon, 1992.
- A. Konrad, De l'érotomanie : à propos d'une étude de cas., Faculté de médecine de Paris VII Lariboisière, Paris, 1995.
- D. Mergaux, Erotomanie et syndrome érotomaniaque, Faculté de médecine de l'université de Bourgogne, Dijon, 1996.
- Y. Dahnani-Moussa, Un cas d'érotomanie masculine, Faculté de médecine de l'université d'Angers, Angers, 1996.
- V. Bulot, La dimension thymique dans l'érotomanie : approche clinique et théorique., Faculté de médecine Henri-Warembourg, Lille, 2006.

#### Mémoire de maîtrise
- S. Aguesse, Développement d'un cas d'érotomanie chez une adolescente., Faculté de psychologie de l'université de Nantes, Nantes, 2002.

#### Thèses de doctorat
- A. von Möhr, Liebeswahn. Phänomenologie und Psychodynamik der Erotomanie, Faculté de médecine, Zurich, 1987, réed., Ferdinand Enke (de), Stuttgart, 1987  (ISBN 3432963416).
- G. Arce Ross, L'amour post-freudien et les structures pathologiques de l'amour dans la clinique différentielle des psychoses, département de psychanalyse, Saint Denis, 1989.
- Ch. Tanguy, Contribution à la psychopathologie de la vie amoureuse : le « cas » Adèle Hugo, entre lignages et ruptures, une clinique de la passion., Faculté de psychologie de Villejean, Rennes, 2011.

### Sources
- Y. David-Peyre Yvonne, Deux exemples du mal d'amour dit « héroïque » chez Cervantès. Du langage médical à la transcription rhétorique, in Lettres d'humanité, no 41, p. 383-404, Association Guillaume Budé, Paris, décembre 1982.

1. ↑  p. 395
2. 1 2 3 4  p. 396
3. ↑  p. 397
4. ↑  p. 561-p. 572
5. ↑  p. 303-p. 314
6. 1 2  p. 398
7. ↑  p. 391

- S. Freud, trad. M. Bonaparte & R. Loewenstein, « Le Président Schreber », in Cinq psychanalyses, p. 308-320, PUF, Paris, 1954  (ISBN 2-13-037773-4).

1. ↑  p. 306
2. ↑  p. 308
3. ↑  p. 312
4. ↑  p. 308-309

- J. Lacan, De la psychose paranoïaque dans ses rapports avec la personnalité, coll. Points Sciences humaines, Seuil, Paris, 1975  (ISBN 2-02-005510-4).

1. ↑  p. 247-248
2. ↑  p. 262
3. ↑  p. 252
4. 1 2 3  p. 264
5. ↑  p. 263
6. ↑  p. 253
7. ↑  p. 258
8. ↑  p. 274
9. ↑  p. 247-254
10. ↑  p. 250

1. ↑  Alexandre Morison (en), The physiognomy of mental diseases, pl. 29, Longman, Londres, 1843.
2. ↑  À ne pas confondre avec le syndrome de Kandinsky-Clérambault.
3. 1 2 3 4  H. Ey, P. Bernard & Ch. Brisset, Manuel de psychiatrie, p. 512, Masson, Paris, 1978  (ISBN 2-225-47180-0).
4. 1 2 3  G. Gatian de Clérambault, « Érotomanie pure. Érotomanie associée. », Bulletin de la Société clinique de médecine mentale, p. 230, Doin, Paris, juillet 1921.
5. 1 2  (en) C. A. Anderson, J. Camp & C. M. Filley, « Erotomania after aneurysmal subarachnoid hemorrhage : case report and literature review », Jourbal of Neuropsychiatry and Clinical Neurosciences (en), vol. 10, no 3,‎ 1998, p. 330–7 (PMID 9706541, lire en ligne).
6. ↑  (en) G. E. Berrios & N. Kennedy, Erotomania: a conceptual history, in History of Psychiatry (en), vol. XIII, no 52, p. 381-400, Sage, Londres, 2002.
7. ↑  H. Ey, P. Bernard & Ch. Brisset, Manuel de psychiatrie, p. 511, Masson, Paris, 1978  (ISBN 2-225-47180-0).
8. ↑  (en) G. J. Remington & J. J. Jeffries, « Erotomanic delusions and electroconvulsive therapy : a case series. », The Journal of Clinical Psychiatry (en), vol. 55, no 7,‎ juillet 1994, p. 306–8 (PMID 8071292)
9. ↑  G.Besançon, Introduction, in coll., Phénomènes et structure dans le champ des psychoses, III "Mélancolie et manie", p. 118, GRAPP - Seuil, Paris, décembre 1989  (ISBN 2-908258-00-5).
10. ↑  H. Jahier & A. Noureddine, in Avicenne, Poème de la médecine, p. 104, Les Belles Lettres, Paris, 1956.
11. 1 2  N. L. Brann, The Debate Over the Origin of Genius During the Italian Renaissance: The Theories of Supernatural Frenzy and Natural Melancholy in Accord and in Conflict on the Threshold of the Scientific Revolution, p. 27, Brill, Leyde, 2002.
12. ↑  A. Gautier, grav. B. Derousse, « Les Folles de la Salpêtrière », [s.n.], [s.l.], entre 1900 et 1910, estampe pointe sèche bleue, 21,8 × 27,3 cm, détail.
13. ↑  O. Corniou, Vie et œuvre de Jean Martin Charcot - thèse d'exercice., p. 187, Faculté de médecine de l'UPEC, Créteil, 2002.
14. ↑  L. P. Cutner, « Female genital mutilation. », in Obstetrical & Gynecological Survey, no 40, p. 437–443, Wolters Kluwer Health, Philadelphie, 1985  (ISSN 0029-7828).
15. ↑  J. Fretet, Œuvre psychiatrique réuni et publié sous les auspices du Comité des élèves et des amis de Clérambault, IV « Psychoses passionnelles » p. 309-451, Théraplix, Paris, 1942, réed. Frénésie éditions, Paris, 1987  (ISBN 2-906225-07-X).
16. ↑  F. Caroli, cité in A. Clément & A. P. Desvignes, Érotomanes : les folles amoureuses, Les Nuits magnétiques, Paris, 18 septembre 1998.
17. ↑  G. Gatian de Clérambault « Coexistence de deux délires, persécution et érotomanie », Bulletin de la Société clinique de médecine mentale, p. 238, Doin, Paris, décembre 1920.
18. 1 2 3 4 5 6  G. Gatian de Clérambault « Discussion de la communication de Cénac : "Syndrome érotomaniaque chez une persécutée interprétante, hallucinée." », Bulletin de la Société clinique de médecine mentale, p. 66, Doin, Paris, mars 1924.
19. 1 2  M. A. Zona, K. K. Sharma & al., « A comparative study of erotomanic and obsessional subjects in a forensic sample », Journal of Forensic Sciences, no 38, p. 894-903, AAFS, Colorado Springs, 1993.
20. ↑  P. E. Mullen, M. Pathé, R. Purcell & al., « Study of stalkers », in American Journal of Psychiatry, no 156, p. 1244-1249, APA, Arlington, 1999.
21. 1 2 3 4  Bernard Granger, « L'érotomanie, une conviction délirante d'être aimé », La Revue du Praticien - médecine générale, vol. 12, no 415,‎ 23 mars 1998, p. 22-24
22. ↑  R. Dupouy & J. Picard, « Un cas d'érotomanie médicale », in Annales médico-psychologiques, p. 47-54, Paris, 1928.
23. ↑  J. Seglas, « Une amoureuse de prêtre », in Journal de psychologie normale et pathologique, p. 720-734, Paris, 1922.
24. ↑  R. Dupouy & J. Picard, « Érotomanie papale chez une schizophrène en évolution. », in Bulletin de la Société clinique de médecine mentale, p. 9, Paris, 1928.
25. ↑  G. Gatian de Clérambault « Dépit érotomaniaque après possession (communication).», Bulletin de la Société clinique de médecine mentale, p. 175, Doin, Paris, juin 1921.
26. ↑  B. Ball, La Folie érotique, p. 32, Baillière, Paris, 1888.
27. 1 2 3 4 5  H. W. Jordan et G. Howe, « De Clerambault syndrome (erotomania): a review and case presentation », Journal of the National Medical Association, vol. 72, no 10,‎ octobre 1980, p. 979–985 (ISSN 0027-9684, PMID 6999163, PMCID PMC2552541, lire en ligne, consulté le 23 avril 2018)
28. 1 2  Anne-Laure Pontonnier, « Psychose et délire chronique », La Revue du Praticien, vol. 58,‎ 29 février 2008, p. 425-433.
29. 1 2  (en) Kelly BD. « Erotomania : epidemiology and management » CNS Drugs 2005;19(8):657-69. PMID 16097848 DOI 10.2165/00023210-200519080-00002
30. ↑  B. de Montmorand, « L'érotomanie Des Mystiques Chrétiens », Revue Philosophique de la France et de l'Étranger, vol. 56,‎ 1903, p. 382–393 (ISSN 0035-3833, lire en ligne, consulté le 26 septembre 2023)
31. 1 2  Georges Jovelet, « De l'érotomanie à l'hérotomanie », L'information psychiatrique, vol. 86, no 8,‎ 2010, p. 703-708. (lire en ligne)
32. 1 2 3 4 5 6 7  Harold W. Jordan, Edna W. Lockert, Marjorie Johnson-Warren et Courtney Cabell, « Erotomania revisited: thirty-four years later », Journal of the National Medical Association, vol. 98, no 5,‎ mai 2006, p. 787–793 (ISSN 0027-9684, PMID 16749657, PMCID PMC2569288, lire en ligne, consulté le 23 avril 2018)
33. ↑  J. Lacan, Séminaire, III "Les psychoses (1955-1956)", p. 288, Seuil, Paris, 1981.
34. ↑  J. Lacan, Séminaire, III "Les psychoses (1955-1956)", p. 290, Seuil, Paris, 1981.
35. 1 2 3 4  Marion Garnier, « Troubles délirants persistants », La Revue du Praticien, vol. 65,‎ février 2015, p. 244-247.
36. ↑  Anne-Laure Pontonnier, « Psychose et délire chronique », La Revue du Praticien, vol. 58,‎ 29 février 2008, p. 425-433.
37. ↑  E. Seillière, Le Mal romantique : essai sur l'impérialisme irrationnel, p. 358, Plon, Nourrit & Cie, Paris, 1908.
38. ↑  R. I. Simon, Bad Men Do What Good Men Dream, American Psychiatric Association Publishing Inc., Arlington, 2008  (ISBN 9788181930415).
39. ↑  H. Dumas, Geneviève Sabourin : un étrange destin., La Presse, Gesca, Montréal, 11 avril 2012.
40. ↑  E. Showalter, « Representing Ophélia: Women, Madness and the Respsonabilities of Feminist Criticism », in P. Paiker & G. Hartman (de), Shakespeare and the Question of Theory, p. 77-94, Routledge, New York, 1993.
41. ↑  Du côté de chez Swann /partie 3
42. ↑  Toutelatele.com, « Demain nous appartient : Tiphaine folle amoureuse d’Alex, Chloé et Martin enquêtent, les moments forts du 13 au 17 novembre 2017 sur TF1 », Toutelatele,‎ 19 novembre 2017 (lire en ligne, consulté le 29 juillet 2018)

### Citations
1. ↑  R. Burton, The anatomy of melancholy, XXX, p. 56, John Lichfield & James Short for Henry Cripps, Oxford, 1621, réed. J. M. Dent and Sons, Londres, 1977.
2. ↑  R. Burton, « The part affected in men is the liver, and therefore called heroical, because commonly gallants, noblemen, and the most generous spirits are possessed with it. », in The anatomy of melancholy, III, p. 40, John Lichfield & James Short for Henry Cripps, Oxford, 1621, réed. J. M. Dent and Sons, Londres, 1977.
3. ↑  G. Gatian de Clérambault « Coexistence de deux délires, persécution et érotomanie », Bulletin de la Société clinique de médecine mentale, p. 238, Doin, Paris, décembre 1920.
4. ↑  J. Lacan, De la psychose paranoïaque dans ses rapports avec la personnalité, p. 262, collection Points Sciences humaines, Seuil, Paris, 1975  (ISBN 2-02-005510-4).
5. ↑  J. Lacan, Séminaire, III "Les psychoses (1955-1956)", p. 287, Seuil, Paris, 1981.
6. ↑  B. Ball, De l'érotomanie, in L'Encéphale, vol. III, p. 135, Paris, 1883.
7. ↑  J. Lacan, Séminaire, III "Les psychoses (1955-1956)", p. 289, Seuil, Paris, 1981.